# Yota Sato
Yota Sato (佐藤 洋太, Satō Yōta) est un boxeur japonais né le 1er avril 1984 à Morioka.

## Carrière
Passé professionnel en 2004, il devient champion du Japon en 2010 puis champion du monde des super-mouches WBC le 27 mars 2012 après sa victoire aux points contre le thaïlandais Suriyan Sor Rungvisai. Sato conserve sa ceinture aux points le 8 juillet 2012 aux dépens de Sylvester Lopez et le 31 décembre 2012 contre Ryo Akaho. Il est en revanche battu par Srisaket Sor Rungvisai au 8e round le 3 mai 2013 et met fin à sa carrière de boxeur après ce combat sur un bilan de 26 victoires, 3 défaites et 1 match nul.